# Johann Adam Schertzer

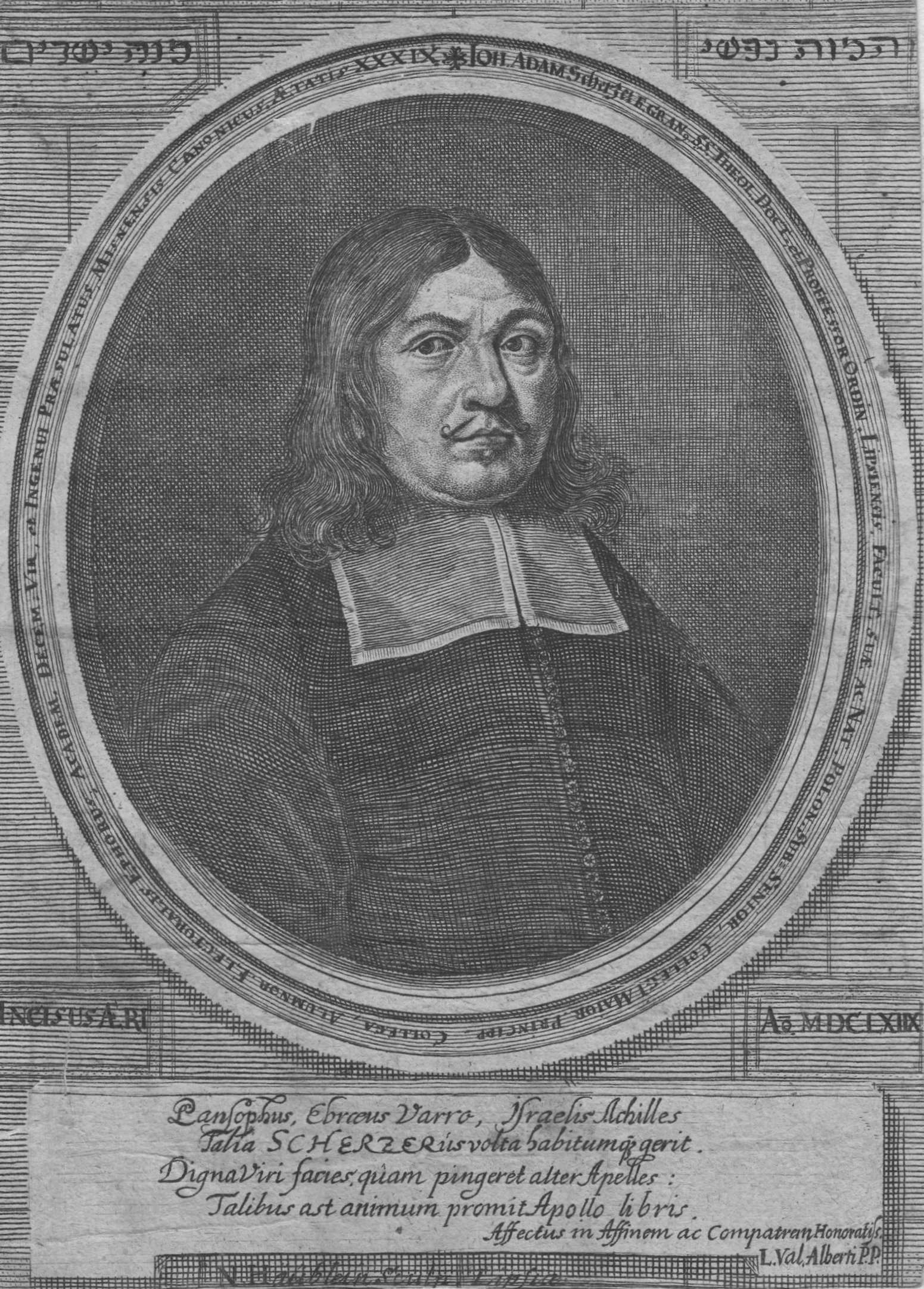
Porträt Johann Adam Schertzer, Kupferstich von Nicolaus Häublin, 1669.

Johann Adam Schertzer (* 1. August 1628 in Eger; † 23. Dezember 1683 in Leipzig; auch: Scherzer oder Ioannes Adam Schertzerus) war ein deutscher lutherischer Theologe.
Johann Adam Schertzer wurde als Sohn des Bürgers und Handelsmanns in Eger, Jeremias Schertzer geboren und am Folgetag daselbst in St. Niklas evangelisch-lutherisch getauft. Jeremias Schertzer stammte aus angesehener Egerer Bürgerfamilie: sein Vater war der Advocat Thomas Schertzer. Am 16. Oktober 1625 heiratete Jeremias Schertzer Ottilia, Tochter des Egerer Bürgers und Handelsmanns David Pöler.
Die Familie wurde aufgrund ihres evangelischen Glaubens 1629 aus Eger vertrieben und flüchtete nach Franken.
Nach Studien in Altdorf und Jena (dort 1650 magistriert) wechselte er nach Leipzig, wo er sich 1652 zum Leipziger Magister habilitierte. Von 1657 bis 1663 und 1664 bis 1667 bekleidete er das theologische Extraordinariat, ebenso die Hebräischprofessur von 1658 bis 1667. Die theologische Promotion erfolgte 1666. Ein Jahr später wechselte er auf die 4. theologische Professur, von welcher er durch das Ausscheiden anderer Fakultätsmitglieder bis 1670 auf die 1. Professur aufrückte. Er war außerdem Senior der Polnischen Nation, Domherr zu Meißen, Propst in Bautzen, sechs Mal Dekan der Theologischen Fakultät (1668/69, 70/71, 72/73, 79/80, 83) und drei Mal Rektor der Universität.
Schertzer war zweimal verheiratet. In erster Ehe heiratete er in Leipzig am 23. August 1659 Anna Dorothea († 1669), Tochter des Leipziger Stadtrichters Johannes Preibisius (1610–1660), in zweiter Ehe am 6. September 1670 Margaretha (1648–1680), Tochter des Heinrich Volckmar (1620–1659) aus Leipzig. Er war einer der Vorbesitzer von Schwägrichens Garten.